# Eccellenza Toscana 2000-2001
Il campionato italiano di calcio di Eccellenza regionale 2000-2001 è stato il decimo organizzato in Italia. Rappresenta il sesto livello del calcio italiano.
Questo è il campionato regionale della regione Toscana.

## Girone A

### Squadre partecipanti
| Squadra                       | Città                  |
| ----------------------------- | ---------------------- |
| A.C. Alabastri Volterra       | Volterra (PI)          |
| Armando Picchi Calcio         | Livorno (LI)           |
| U.S. Borgo a Buggiano 1920    | Borgo a Buggiano (PT)  |
| Pol. Cappiano Romaiano        | Ponte a Cappiano (FI)  |
| Pol. Cascina                  | Cascina (PI)           |
| A.S. Cecina                   | Cecina (LI)            |
| A.S. Certaldo                 | Certaldo (FI)          |
| U.S. Forcoli                  | Forcoli (PI)           |
| U.S. Forte dei Marmi          | Forte dei Marmi (LU)   |
| A.C. Marina La Portuale       | Marina di Carrara (MS) |
| U.S. Massese 1919             | Massa (MS)             |
| A.C. Montecalvoli             | Montecalvoli (PI)      |
| F.C. Montecatini Calcio       | Montecatini Terme (PT) |
| A.C.C. Perignanolaricevoli    | Perignano (PI)         |
| G.S. P.A. Pontremolese A.S.D. | Pontremoli (MS)        |
| Pol. Uzzanese                 | Uzzano (PT)            |

### Classifica finale
|  | Pos. | Squadra             | Pt | G  | V  | N  | P  | GF | GS | DR  |
|  | ---- | ------------------- | -- | -- | -- | -- | -- | -- | -- | --- |
|  | 1.   | Cappiano Romaiano   | 59 | 30 | 17 | 8  | 5  | 50 | 24 | +26 |
|  | 2.   | Cascina             | 59 | 30 | 16 | 11 | 3  | 40 | 16 | +24 |
|  | 3.   | Armando Picchi      | 53 | 30 | 13 | 14 | 3  | 37 | 20 | +17 |
|  | 4.   | Pontremolese P.A.   | 49 | 30 | 13 | 10 | 7  | 40 | 29 | +11 |
|  | 5.   | Massese             | 46 | 30 | 14 | 7  | 9  | 38 | 32 | +6  |
|  | 6.   | Uzzanese            | 45 | 30 | 12 | 9  | 9  | 33 | 27 | +6  |
|  | 7.   | Alabastri Volterra  | 44 | 30 | 10 | 14 | 6  | 35 | 31 | +4  |
|  | 8.   | Forcoli             | 43 | 30 | 10 | 13 | 7  | 42 | 31 | +11 |
|  | 9.   | Forte dei Marmi     | 41 | 30 | 9  | 14 | 7  | 26 | 28 | -2  |
|  | 10.  | Cecina              | 39 | 30 | 10 | 9  | 11 | 33 | 37 | -4  |
|  | 11.  | Perignanolaricevoli | 37 | 30 | 10 | 7  | 13 | 37 | 39 | -2  |
|  | 12.  | Certaldo            | 37 | 30 | 10 | 7  | 13 | 41 | 41 | 0   |
|  | 13.  | Borgo a Buggiano    | 36 | 30 | 8  | 12 | 10 | 31 | 35 | -4  |
|  | 14.  | Marina La Portuale  | 23 | 30 | 4  | 11 | 15 | 29 | 46 | -17 |
|  | 15.  | Montecatini         | 16 | 30 | 3  | 7  | 20 | 23 | 60 | -37 |
|  | 16.  | Montecalvoli        | 10 | 30 | 1  | 7  | 22 | 13 | 52 | -39 |

### Spareggi

#### Spareggio promozione
| Squadra 1         | Risultato | Squadra 2 |
| ----------------- | --------- | --------- |
| Cappiano Romaiano | 2 - 1     | Cascina   |

| ??? 2001 | Cappiano Romaiano | 2 – 1 | Cascina |  |

#### Spareggio play-out
| Squadra 1           | Risultato | Squadra 2 |
| ------------------- | --------- | --------- |
| Perignanolaricevoli | 4 - 1     | Certaldo  |

| ??? 2001 | Perignanolaricevoli | 4 – 1 | Certaldo |  |

#### Play-out
| Squadra 1          | Totale | Squadra 2        | Andata | Ritorno |
| ------------------ | ------ | ---------------- | ------ | ------- |
| Montecatini        | 4 - 2  | Certaldo         | 2 - 1  | 2 - 1   |
| Marina La Portuale | 2 - 0  | Borgo a Buggiano | 2 - 0  | 0 - 0   |

andata
| ??? 2003 | Montecatini | 2 – 1 | Certaldo |  |

| ??? 2003 | Marina La Portuale | 2 – 0 | Borgo a Buggiano |  |

ritorno
| ??? 2003 | Certaldo | 1 – 2 | Montecatini |  |

| ??? 2003 | Borgo a Buggiano | 0 – 0 | Marina La Portuale |  |

## Girone B

### Squadre partecipanti
| Squadra                      | Città                           |
| ---------------------------- | ------------------------------- |
| U.P. Baldaccio Bruni         | Anghiari (AR)                   |
| A.C. Barberino Mugello       | Barberino di Mugello (FI)       |
| U.S. Castiglionese           | Castiglion Fiorentino (AR)      |
| Pol. Firenze Ovest           | Firenze (FI)                    |
| A.C. Lanciotto Campi         | Campi Bisenzio (FI)             |
| A.C. Marino Mercato Subbiano | Subbiano (AR)                   |
| A.C. Montemurlo              | Montemurlo (PO)                 |
| A.C. Monteriggioni A.S.D.    | Monteriggioni (SI)              |
| Pol. Nuova Società Chiusi    | Chiusi (SI)                     |
| U.S. Pontassieve             | Pontassieve (FI)                |
| G.S. San Quirico             | San Quirico d'Orcia (SI)        |
| A.C. Sansovino               | Monte San Savino (AR)           |
| A.C.V. Scandicci A.S.D.      | Scandicci (FI)                  |
| U.C. Sinalunghese            | Sinalunga (SI)                  |
| U.S. Tegoleto                | Civitella in Val di Chiana (AR) |
| A.C. Valdema                 | Grassina (FI)                   |

### Classifica finale
|  | Pos. | Squadra                 | Pt | G  | V  | N  | P  | GF | GS | DR  |
|  | ---- | ----------------------- | -- | -- | -- | -- | -- | -- | -- | --- |
|  | 1.   | Sansovino               | 58 | 30 | 18 | 4  | 8  | 39 | 22 | +17 |
|  | 2.   | Monteriggioni           | 50 | 30 | 12 | 14 | 4  | 40 | 32 | +8  |
|  | 3.   | Scandicci               | 46 | 30 | 11 | 13 | 6  | 41 | 30 | +11 |
|  | 4.   | Nuova Società Chiusi    | 41 | 30 | 9  | 14 | 7  | 29 | 22 | +7  |
|  | 5.   | Valdema                 | 40 | 30 | 9  | 13 | 8  | 24 | 23 | +1  |
|  | 6.   | Montemurlo              | 40 | 30 | 8  | 16 | 6  | 23 | 22 | +1  |
|  | 7.   | Castiglionese           | 38 | 30 | 9  | 11 | 10 | 31 | 35 | -4  |
|  | 8.   | Lanciotto Campi         | 38 | 30 | 9  | 11 | 10 | 28 | 32 | -4  |
|  | 9.   | Barberino Mugello       | 37 | 30 | 9  | 10 | 11 | 37 | 40 | -3  |
|  | 10.  | Firenze Ovest           | 36 | 30 | 6  | 18 | 6  | 33 | 30 | +3  |
|  | 11.  | Sinalunghese            | 36 | 30 | 8  | 12 | 10 | 22 | 26 | -4  |
|  | 12.  | Pontassieve             | 34 | 30 | 7  | 13 | 10 | 26 | 34 | -8  |
|  | 13.  | Marino Mercato Subbiano | 34 | 30 | 7  | 13 | 10 | 24 | 34 | -10 |
|  | 14.  | San Quirico d'Orcia     | 33 | 30 | 7  | 12 | 11 | 33 | 38 | -5  |
|  | 15.  | Tegoleto                | 31 | 30 | 6  | 13 | 11 | 26 | 32 | -6  |
|  | 16.  | Baldaccio Bruni         | 30 | 30 | 7  | 9  | 14 | 28 | 32 | -4  |

- Play-out: Tegoleto-Pontassieve 1-1, 0-0; San Quirico d'Orcia-Marino Mercato Subbiano 3-0, 2-3.